# Le Petit Blabbermouse
Pour plus de détails, voir Fiche technique et Distribution.
Le Petit Blabbermouse (titre original : Little Blabbermouse) est un court métrage d'animation américain de la série Merrie Melodies, réalisé par Friz Freleng, sorti en 1940.

## Fiche technique
- Titre : Le Petit Blabbermouse
- Titre original : Little Blabbermouse
- Réalisation : Friz Freleng
- Scénario : Ben Hardaway
- Montage : Treg Brown
- Musique : Carl W. Stalling
- Son : Treg Brown
- Producteur : Leon Schlesinger
- Sociétés de production : Leon Schlesinger Studios
- Société de distribution : Warner Bros. Pictures
- Pays d'origine :  États-Unis
- Format : Couleur (Technicolor) — 35 mm — 1,37:1 — Son : Mono
- Genre : Film d'animation, Comédie
- Durée : 7 minutes
- Dates de sortie :
  -  États-Unis :  6 juillet 1940

## Distribution
- Mel Blanc : Little Blabbermouse (voix)
- Bill Days : Order Book (voix)
- Bill Thompson : W.C. Fields Mouse (vox)
- Tedd Pierce : W.C. Fields Mouse (voix)
- Thurl Ravenscroft : Chew Tobacco (voix)
- The Sportsmen Quartet : Chanteurs (voix)